# Porte de Namur (stație de metrou din Bruxelles)
fr  Porte de Namur / nl  Naamsepoort este o stație de metrou situată pe segmentul de sud al liniei 2 a metroului din Bruxelles. A fost deschisă inițial ca stație de premetrou, pe 22 decembrie 1970, și a devenit stație de metrou pe 2 octombrie 1988. Stația este situată sub centura mică, în comuna Ixelles din Regiunea Capitalei Bruxelles.

## Istoric
Deschisă pe 21 decembrie 1970, Porte de Namur / Naamsepoort a fost ultima stație a tunelului de premetrou până pe 19 august 1985, când acesta a fost prelungit până la Louise / Louiza. La sfârșitul anilor 1980, linia de premetrou a fost convertită într-una de metrou și pusă în funcțiune pe 2 octombrie 1988.
În planurile originale ale metroului din 1969, Porte de Namur / Naamsepoort ar fi trebuit să asigure și transferul către linia 4, care trebuia să conecteze Dilbeek cu Watermael-Boitsfort și Uccle via Anneessens și Porte de Namur / Naamsepoort. Deși nivelul stației pentru linia 4 a fost construit, aceasta nu a fost niciodată pusă în funcțiune.

## Caracteristici
Stația urmează stilul obișnuit al metroului din Bruxelles, cu liniile în centru și peroanele dispuse de o parte și de alta a lor. 
Pe pereții stației se găsesc în patru locuri lucrări ale artistului Octave Landuyt, care formează împreună ciclul «Traficul final» (în neerlandeză Het uiteindelijke Verkeer). Basoreliefurile rotunde reprezintă diferitele etape din viața unui om: nașterea, dragostea, viața de adult și moartea.
Stația este accesibilă persoanelor cu dizabilități.

## Legături

### Linii de autobuz ale STIB
- 34 Porte de Namur / Naamsepoort - Sainte-Anne / Sint-Anna
- 54 Trône / Troon - Forest-Centre / Vorst Centrum
- 64 Machelen - Porte de Namur / Naamsepoort
- 71 De Brouckère - Delta
- 80 Maes - Porte de Namur / Naamsepoort

### Linii de autobuz STIBNoctis
- N06 Gara Centrală - Musée du Tram / Trammuseum
- N08 Gara Centrală - Wiener
- N11 Gara Centrală - Uccle-Calevoet / Ukkel-Kalevoet

## Galerie de imagini

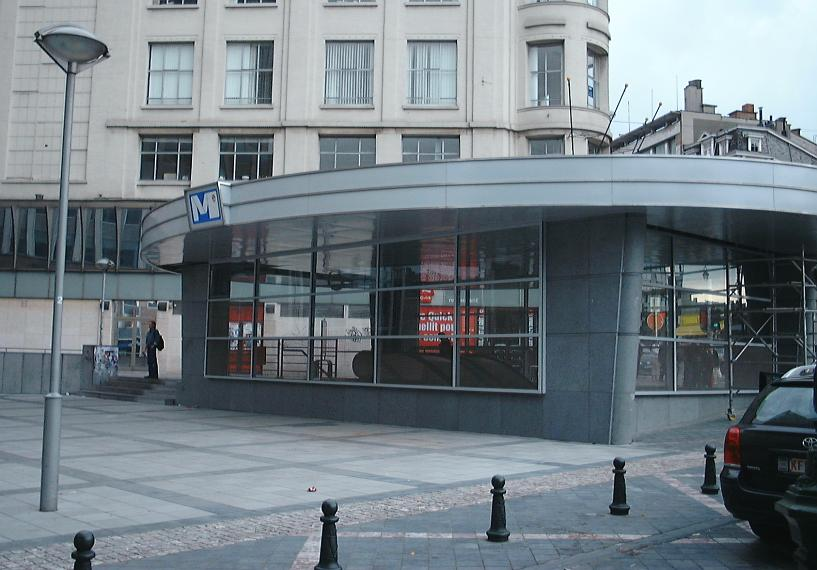
Gura de metrou Porte de Namur / Naamsepoort.